# Lofa (rivier)
De Lofa is een rivier in West-Afrika, die stroomt door de landen Guinee en Liberia. De Lofa is niet bevaarbaar vanwege talloze stroomversnellingen en ondiepten, maar wordt al eeuwenlang door Afrikanen gebruikt als transportroute met boten en kano's.
De Lofa heeft zijn bronnen ongeveer 15 kilometer ten noordoosten van de stad Macenta, in de regio Faranah in het zuidoosten van Guinee. Het stroomt zuidwestwaarts door het westelijke deel van Liberia (door de counties Lofa, Gbarpolu en Bomi) en mondt uit in de Atlantische Oceaan ten zuiden van Bomboja. Aan de middenloop ontmoet de rivier de bergketen Wonegizi Range en stroomt hij door het Kpelle National Forest.
Aan de bovenloop van de Lofa bevindt zich een verspreidingsgebied van het dwergnijlpaard. In 1911 werd daar in opdracht van de New York Zoological Society een paar van deze zeldzame dieren gevangen door de Duitse ontdekkingsreiziger Hans Schomburgk, die ze vervolgens naar de Verenigde Staten gebracht heeft.